# Black or White (film)
Black or White è un film del 2014 diretto da Mike Binder.

## Trama
L'avvocato Elliot Anderson ha appena perso la moglie in un incidente d'auto, qualche anno dopo che la loro amata figlia diciassettenne è morta nel dare alla luce una bambina, Eloise. Come se non bastasse, la nonna paterna di Eloise, Rowena, si fa avanti per chiedere la custodia della piccola e nonno Elliott dovrà lottare con tutti i mezzi legali per tenere con sé quella nipotina che è tutto ciò che gli resta della propria famiglia. Aggiungiamo che Elliot, dalla morte della figlia, alza un po' troppo il gomito, che il padre di Eloise è un drogato (forse) avviato alla disintossicazione e che la famiglia paterna della bambina è afroamericana: dunque l'avvocato di Rowena, che è anche suo fratello, cercherà di inquadrare la situazione come il sopruso di un vecchio ricco e bianco contro un giovane povero e nero.

## Distribuzione
Il film è stato presentato in anteprima al Toronto International Film Festival, successivamente è stato presentato al Festival internazionale del film di Roma 2014. La pellicola è stata distribuita nelle sale cinematografiche statunitensi il 30 gennaio 2015.

## Curiosità
- Nel film era inizialmente previsto l'inserimento dell'omonimo brano di Michael Jackson (il copione prevedeva che Jillian Estell/Eloise dovesse infatti ballarla e cantarla in una scena), ma alla fine l'idea fu scartata anche per evitare polemiche.